# Big Pine
Big Pine is een plaats (census-designated place) in de Amerikaanse staat Californië, en valt bestuurlijk gezien onder Inyo County. Big Pine ligt in de Owens Valley, in de woestijn van het Grote Bekken.

## Geografie
Volgens het United States Census Bureau beslaat de plaats een oppervlakte van
6,3 km², geheel bestaande uit land. Big Pine ligt op ongeveer 1216 m boven zeeniveau.

### Plaatsen in de nabije omgeving
De onderstaande figuur toont nabijgelegen plaatsen in een straal van 40 km rond Big Pine.

## Demografie
Bij de volkstelling in 2000 werd het aantal inwoners vastgesteld op 1350.

## Verkeer en vervoer
De U.S. Route 395 loopt door Big Pine, nadat deze net ten noorden van de plaats gesplitst is van de SR 168. De 395 zorgt voor een verbinding met onder meer Bishop in het noorden en Lone Pine in het zuiden. De 168 gaat net boven de plaats richting het oosten de White Mountains in om uiteindelijk bij de grens met Nevada te eindigen.